# Koryatowicz-Kurcewicz
Koryatowicz-Kurcewicz (Koryatowicz) – polski herb książęcy, odmiana herbów Pogoń Litewska i Kurcz. Herb własny rodziny Kurcewiczów.

## Opis herbu

### Opis historyczny
Juliusz Ostrowski blazonuje herb następująco:

Na tarczy ściętej w polu górnem czerwonem na siwym koniu – rycerz z mieczem w prawej, z tarczą o dwu krzyżach w lewej ręce; w dolnem zaś czerwonem – strzała czy litera T odwrócona, u góry rozdarta w środku przekrzyżowana, z belką dolną z prawej do góry załamaną, z lewej załamaną raz do góry prosto, drugi raz ukośnie na dół w lewo – pod przekrzyżowaniem z prawej gwiazdka, z lewej pół księżyca rogami do środka tarczy. Nad hełmem w mitrze trzy pióra strusie.

### Opis współczesny
Opis skonstruowany współcześnie brzmi następująco:
Na tarczy o polu dwudzielnym w pas; I pole górne czerwone a na nim Pogoń Litewska, II pole dolne czerwone a na nim Kurcz.
W klejnocie trzy pióra strusie i mitra książęca.
Labry herbowe czerwone, podbite srebrem.

## Geneza
Herb książęcy Koryatowicz-Kurcewicz należy do rodziny Kurcewiczów. Od XVII w. zaczęli używać przydomku Koryatowicz jako manifest ich pochodzenia od książąt Koriatowiczów . Wtedy zapewne powstał również herb Koryatowicz-Kurcewicz, będący połączeniem herbu Pogoń Litewska II – należącego do wspomnianych Koriatowiczów i herbu Kurcz – pierwotnie należącego do Kurcewiczów . 
Juliusz Ostrowski twierdzi, że kniaziowie Kurcewicze, pochodzą według wszelkiego prawdopodobieństwa od kniazia Narymunta Gleba, syna Giedymina. Nowsi historycy wyprowadzają ich w ten sposób od księcia pińskiego, Konstantego, wnuka Narymunta .

## Herbowni
Informacje na temat herbownych w artykule sporządzone zostały na podstawie wiarygodnych źródeł, zwłaszcza klasycznych i współczesnych herbarzy. Należy jednak zwrócić uwagę na częste zjawisko przypisywania rodom szlacheckim niewłaściwych herbów, szczególnie nasilone w czasie legitymacji szlachectwa przed zaborczymi heroldiami, co zostało następnie utrwalone w wydawanych kolejno herbarzach. Identyczność nazwiska nie musi oznaczać przynależności do danego rodu herbowego. Przynależność taką mogą bezspornie ustalić wyłącznie badania genealogiczne.
Pełne listy herbownych nie są dziś możliwe do odtworzenia, także ze względu na zniszczenie i zaginięcie wielu akt i dokumentów w czasie II wojny światowej (m.in. w czasie powstania warszawskiego w 1944 spłonęło ponad 90% zasobu Archiwum Głównego w Warszawie, gdzie przechowywana była większość dokumentów staropolskich). Nazwisko znajdujące się w artykule pochodzi z Herbarza polskiego, Tadeusza Gajla. Występowanie danego nazwiska w artykule nie musi oznaczać, że konkretna rodzina pieczętowała się herbem Koryatowicz-Kurcewicz. Często te same nazwiska są własnością wielu rodzin reprezentujących wszystkie stany dawnej Rzeczypospolitej, tj. chłopów, mieszczan, szlachtę. Herb Koryatowicz-Kurcewicz jest herbem własnym, wiec do jego używania uprawniona jest zaledwie jedna rodzina: Kurcewicze.